# Marilynn Smith
Marilynn Smith, född 13 april 1929 i Topeka i Kansas, död 9 april 2019 i Goodyear i Arizona, var en amerikansk golfspelare.
Smith tog examen på University of Kansas och hon hade en framgångsrik amatörkarriär där hon bland annat vann Kansas State Amateur 1946-1948 innan hon blev professionell 1949. Hon var en av tretton kvinnor som grundade den amerikanska damgolforganisationen LPGA och hon spelade på LPGA-touren från dess första säsong 1950.
Hon vann 21 LPGA-tävlingar mellan 1954 och 1972 inklusive segrar i majortävlingen Titleholders Championship 1963 och 1964. Hon slutade bland de tio bästa i penningligan nio gånger mellan 1961 och 1972 och hennes bästa placeringar var fjärdeplatser 1963, 1968 och 1970.
Smith blev den första spelaren på LPGA-touren som gjorde en albatross och hon gjorde den i tävlingen Lady Carling Open 1971.
Hon grundade tillsammans med Shirley Spork, Betty Hicks och Barbara Rotvig LPGA:s utbildningsdivision och hon arbetar 2005 som golfinstruktör på Firewheel Park i Garland i Texas. Hon har inom LPGA fått smeknamnet Miss Personality och anses vara en av golfens största ambassadörer. Hon leder organisationen av den första tävling som arrangerades på Womens Senior Golf Tour, Marilynn Smith Founders Classic.

## Meriter

### Majorsegrar
- 1963 Titleholders Championship
- 1964 Titleholders Championship

### LPGA-segrar
- 1954 Fort Wayne Open
- 1955 Heart of America Open, Mile High Open
- 1958 Jacksonville Open
- 1959 Memphis Open
- 1962 Sunshine Open, Waterloo Open
- 1963 Peach Blossom Open, Eugene Ladies Open, Cavern City Open
- 1964 Albuquerque Pro-Am
- 1965 Peach Blossom Open
- 1966 St. Petersburg Womens Open, Louise Suggs Delray Beach Invitational
- 1967 St. Petersburg Orange Classic, Babe Zaharias Open
- 1968 O'Sullivan Open
- 1970 Womens Golf Charities Open
- 1972 Pabst Ladies Classic

### Övriga segrar
- 1957 Homestead Four-Ball (med Fay Crocker)

### Utmärkelser
- 1963 Most Improved Player
- 1979 Patty Berg Award
- 1991 Kansas Golf Hall of Fame
- 1994 Texas Golf Hall of Fame
- 1999 Kansas University Sports Hall of Fame
- 2000 LPGA Commissioners Award, Kansas Sports Hall of Fame